# Comité économique et social européen
Pour les articles homonymes, voir Conseil économique et social.

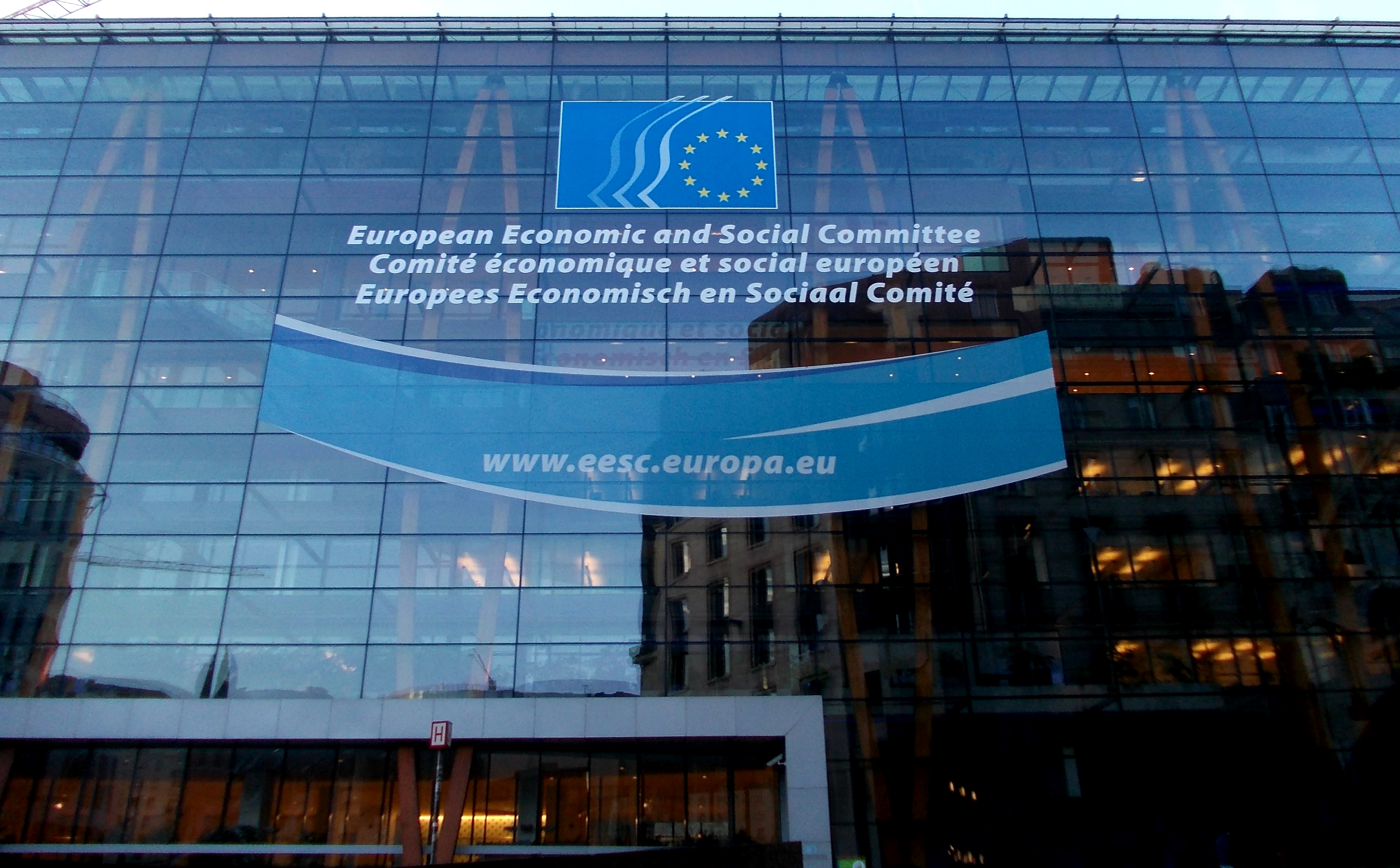
Siège du Comité économique et social européen.

Le Comité économique et social européen (EESC) est l'assemblée consultative des partenaires économiques et sociaux européens. C'est un organe consultatif de l'Union européenne.
Le CESE a été établi pour permettre à tous les acteurs économiques de se faire entendre (moyennant des avis formels) de la Commission, du Conseil et du  Parlement, et de participer ainsi au processus décisionnel de l'Union européenne.
Les avis émis par le CESE sont publiés au Journal officiel de l'Union européenne et sont au nombre de 170 par an en moyenne.

## Historique
Institué par le Traité de Rome (1957) aux fins d'associer les divers groupes d'intérêts économiques et sociaux à la réalisation du Marché commun et de leur donner un instrument institutionnel pour faire connaître à la Commission et au Conseil de l'Union européenne leurs points de vue sur toutes les questions d'intérêt communautaire.
L'Acte unique européen (1986), le Traité de Maastricht (1992), le Traité d'Amsterdam (1997) et le Traité de Nice (2001) ont conforté le CESE dans ses fonctions. Le Traité de Maastricht a considérablement élargi les attributions du Comité. Le Traité de Lisbonne a confirmé son rôle et ses attributions.
En 2002, à l'expiration du traité instituant la Communauté européenne du charbon et de l'acier, les activités du Comité consultatif de la CECA sont reprises par le Comité économique et social.
Son influence s'étend dorénavant à des questions comme la politique sociale, la cohésion économique et sociale, l'environnement, l'éducation, la santé, la protection des consommateurs, l'industrie, les réseaux trans-européens, la taxation indirecte et les fonds structurels.

## Composition
Le comité est composé de 329 membres (ayant le titre de conseillers) issus des milieux socio-économiques de l'Europe. Proposés par les gouvernements nationaux, sur la base de suggestions faites par les organismes professionnels et sociaux, ils sont nommés à titre personnel par le Conseil de l'Union européenne pour une période de 5 ans renouvelable et agissant en toute indépendance politique, selon la répartition suivante :
- Allemagne,  France et  Italie : 24
- Espagne et  Pologne : 21
- Roumanie : 15
- Belgique,  Grèce,  Pays-Bas,  Autriche,  Portugal,  Suède,  République tchèque,  Bulgarie et  Hongrie : 12
- Croatie,  Danemark,  Irlande,  Finlande,  Lituanie et  Slovaquie : 9
- Lettonie et  Slovénie : 7
- Estonie : 6
- Malte,  Luxembourg et  Chypre : 5

Les Conseillers sont organisés en trois groupes : 
- Groupe des Employeurs - GROUPE I : ce sont des entrepreneurs ou représentants d'association d'entrepreneurs de l'industrie, du commerce, des services et de l'agriculture des pays de l'Union Européenne.
- Groupe des Travailleurs - GROUPE II : Le groupe des travailleurs est composé de représentants des organisations syndicales nationales, des confédérations et fédérations sectorielles.
- Groupe « Diversité Europe » - GROUPE III : Agriculteurs, consommateurs, économie sociale, artisans, PME, ONG sociales et environnementales, professions libérales…

## Attributions
Le CESE est la voix de la société civile,. Il donne des points de vue au Conseil, à la Commission et au Parlement européen, à leur demande ou de sa propre initiative. Cela permet à ces institutions:
- de mieux connaitre l'impact que les propositions de la Commission auront auprès de parties concernées;
- d'identifier les adaptations nécessaires pour que ces mesures reçoivent une adhésion plus large de la part des citoyens.

Le CESE incite également la société civile à s'impliquer davantage dans l'élaboration des politiques de l'Union. Il organise, avec le soutien des autres institutions communautaires, de nombreuses actions visant à améliorer les rapports entre les citoyens européens et les institutions européennes.
Le CESE est aussi actif dans le domaine des relations extérieures. Il entretient des liens avec des représentants de la société civile dans les pays tiers.
Le CESE est une assemblée consultative ; ses avis ne sont pas contraignants pour les autres institutions.

## Organisation et fonctionnement du CESE

### Présidence
Le président du Comité économique et social est élu par ses membres pour un mandat de deux ans et demi. L'actuel président est Oliver Röpke (élu en avril 2023).

#### Anciennes présidences du CESE[6]
- Christa Schweng (2020-2023)
- Luca Jahier (2018-2020)
- Georges Dassis (2015-2018)
- Henri Malosse (2013-2015)
- Staffan Nilsson (2010-2013)
- Mario Sepi (it) (2008-2010)
- Dimitris Dimitriadis (2006-2010)
- Anne-Marie Sigmund (2004-2006)
- Roger Briesch (2002-2004)
- Göke Frerichs (de) (2000-2002)

Le CESE est, en 1978, la première institution des communautés européennes à élire à sa tête une femme, en la personne de Fabrizia Baduel Glorioso .

### Sections
Le CESE est organisé en six sections spécialisées et une commission :
- Union économique et monétaire et cohésion économique et sociale (ECO)
- Marché unique, production et consommation (INT)
- Transports, énergie, infrastructures et société de l'information (TEN)
- Emploi, affaires sociales et citoyenneté (SOC)
- Agriculture, développement rural et environnement (NAT)
- Relations extérieures (REX)
- Commission consultative des Mutations industrielles (CCMI)